# Sémantique générative
 (octobre 2015).
La sémantique générative est le nom donné à un programme de recherche en linguistique initié par les travaux de plusieurs des premiers élèves de Noam Chomsky : John R. Ross, Paul Postal, et par la suite James McCawley. George Lakoff a aussi contribué au développement et à la promotion de la théorie.
Cette approche s’est développée à partir de la grammaire générative et transformationnelle au milieu des années 1960, mais s’en démarquait en grande partie et allait à l’encontre des travaux de Noam Chomsky et des élèves à qui il enseigna plus tard. Cette distanciation a mené à un système plus abstrait et dernièrement à l’abandon de la notion de structure profonde induite par la grammaire formelle non contextuelle.
Un certain nombre d’idées de travaux plus récents en sémantique générative ont été incorporées à la linguistique cognitive, la head-driven phrase structure grammar (HPSG ou « Grammaire syntagmatique guidée par les têtes »), la grammaire de construction, et à la linguistique traditionnelle chomskienne.

## Histoire
La nature et la genèse du programme de recherche sont sujettes à controverse et ont été longuement débattues. Les sémanticiens générativistes ont retenu le concept de structure profonde et l’ont adopté, en partant du principe que (contrairement aux travaux plus tardifs de Chomsky et de Ray Jackendoff) les structures profondes constituaient la seule donnée à prendre en compte dans l’interprétation sémantique. Cette hypothèse, associée à une tendance à prendre en considération un plus grand éventail de données empiriques que les linguistes chomskiens, a conduit les sémanticiens générativistes à développer des théories considérablement plus abstraites et complexes de la structure profonde que celles mises en avant par Chomsky et ses élèves, pour finalement abandonner complètement la notion de « structure profonde » comme centre d’insertion lexicale.
La fin des années 1960 et les années 1970 ont été marquées par des débats houleux entre les sémanticiens générativistes et les chomskiens plus orthodoxes. Les sémanticiens générativistes perdirent le débat, dans la mesure où leur programme de recherche fut arrêté dans les années 1980. Cependant, cet arrêt était en partie dû au fait que l’intérêt des chefs de file des sémanticiens, comme George Lakoff, s’était progressivement éloigné de l’étude restreinte de la syntaxe et de la sémantique.

## Sémantique “interprétative” contre sémantique “générative”
La controverse autour de la sémantique générative découle en partie de la compétition entre deux approches fondamentalement différentes de la sémantique dans la grammaire générative transformationnelle. Les premières théories sémantiques conçues pour être compatibles avec la syntaxe transformationnelle étaient interprétatives. Les règles syntactiques faisaient l’énumération d’un ensemble de phrases correctement construites groupées avec des structures syntactiques auxquelles les règles d’une différente théorie sémantique attribuaient une interprétation. La syntaxe en était laissée relativement (mais pas complètement) « autonome » vis-à-vis de la sémantique, et était  l’approche préférée de Chomsky.  
En revanche, les sémanticiens générativistes soutenaient que les interprétations étaient générées directement par la grammaire en tant que  structure profonde, et étaient ensuite transformées en phrases reconnaissables par des transformations. Cette approche nécessitait l’utilisation de structures sous-jacentes plus complexes que celles proposées par Chomsky, et par conséquent, des transformations plus complexes. Malgré cette complexité supplémentaire, cette approche était intéressante à bien des égards. Premièrement, elle offrait un mécanisme solide pour expliquer la synonymie. Dans ses premiers travaux de syntaxe générative, Chomsky justifiait les transformations en utilisant des couples voix active / voix passive comme « J’ai touché John » et « John a été touché par moi » qui, malgré leur signification identique, ont des formes de surface sensiblement différentes. Les sémanticiens générativistes voulaient justifier tous les cas de synonymie de la même façon, ce qui représentait un objectif remarquablement ambitieux avant l’arrivée de théories interprétatives plus sophistiquées dans les années 1970.  Deuxièmement, la théorie plaisait par le caractère intuitif de sa structure : la forme d’une phrase était littéralement issue de sa signification via des transformations. Pour certains, la sémantique interprétative paraissait maladroite et ad hoc en comparaison. C'était particulièrement vrai avant le développement de la théorie des traces.